# Il petomane
Il petomane è un film del 1983 diretto da Pasquale Festa Campanile.
Commedia basata sulla vita del fantasista francese Joseph Pujol, meglio conosciuto come "Il petomane".

## Trama
Agli inizi del Novecento, in piena Belle Époque, Joseph Pujol è il "Paganini del peto". Attraverso dell'aria che egli riesce a inspirare e far fuoriuscire dal retto - dunque non di origine interna e graveolente - è in grado di suonare qualsiasi melodia, imitare qualunque rumore e riprodurre marce, ballate e ogni tipo di musica. Insieme ai suoi quattro figli forma una particolare banda che si esibisce ogni sera al Moulin Rouge con straordinario successo di pubblico.
Pujol, che prima del suo incontro con i cabaret faceva il panettiere, ritiene di essere un artista, ma il figlio Michel gli comunica che egli è, a suo dire, soltanto "uno scorreggione": infuriato, il padre lo caccia dal gruppo e inizia le audizioni per trovare un nuovo violoncellista. Ai provini si presenta Catherine, donna raffinata ed elegante alla quale il petomane non vuole comunicare la sua vera "arte": finge di chiamarsi Joseph Edison e al posto di farla entrare nel suo complesso le assegna un altro incarico.
Nel frattempo però alcuni artisti invidiosi fanno circolare la voce che le esibizioni di Pujol siano un oltraggio al buoncostume: all'entrata del Moulin Rouge il petomane viene aggredito, sculacciato e marchiato sul fondoschiena con un carbone ardente. Impaurito, decide di trasferirsi con Catherine a Capri e lì le confessa il suo amore, che viene ricambiato.
Mentre si trova a Capri, Pujol viene a sapere che a Parigi si è aperto un processo nei suoi confronti per oltraggio al comune senso del pudore e che il suo caso è arrivato addirittura in Parlamento, dove i deputati di sinistra protestano per il trattamento subito dal petomane e chiedono le dimissioni del Ministro dell'Interno. Il processo si conclude con la completa assoluzione di Pujol che però torna a Capri da Catherine, ancora ignara di tutto.
Un giorno Pujol si reca a Parigi incuriosito dallo spettacolo di una signora che si fa chiamare "Madame Petomane": arrivato sul palco, Pujol scopre che i peti effettuati dalla donna sono frutto del rumore di alcune trombette, dimostrando quindi di essere lui l'unico vero petomane. Stavolta però Catherine lo ha seguito, pertanto viene a scoprire la verità: convinto di aver suscitato disprezzo in lei, Pujol scappa via.
Sei mesi dopo si vede Pujol esibirsi ubriaco in una stamberga di Le Havre, dove per quattro soldi si fa prendere in giro da tutti. Catherine lo incontra per caso, dichiara il suo amore per lui e lo convince a tornare a Parigi per esibirsi con il suo vecchio gruppo (compreso Michel, con cui nel frattempo si era rappacificato). Il successo è talmente grande che Pujol, ormai proprietario di un teatro, viene invitato a esibirsi pure all'Eliseo. Esilarante la scena degli inni nazionali di Francia, Germania e Gran Bretagna "interpretati" dall'ineffabile artista per l'alternanza di divertimento (quando a essere "suonato" è l'inno altrui) e indignazione (quando tocca al proprio) degli ambasciatori e rappresentanti politici presenti. Su queste "note", si introduce la Grande Guerra, insinuando che ad avervi contribuito in non poca parte sia stata la piccola esibizione di Pujol.

## Produzione
- Buona parte del film prende da spunti biografici mentre altri sono romanzati, come la separazione dalla moglie, il clamore politico - nonostante dei deputati avessero realmente preso le difese dell'artista - e l'esibizione di fronte agli ambasciatori stranieri.
- Collaboratori del film: Alfio Contini fotografia, Franco Fraticelli montaggio, Carlo Rustichelli musiche, Dario Cecchi e Mario Carlini scene e costumi.
- Nell'ottobre del 1984 il film fu presentato al Chicago International Film Festival.